# Miejska Biblioteka Publiczna w Opolu
Miejska Biblioteka Publiczna w Opolu – instytucja kultury podległa samorządowi, realizująca określone statutem zadania
polegające na zaspokajaniu i rozwijaniu potrzeb edukacyjnych, kulturalnych i informacyjnych społeczności lokalnej.
Stanowi bibliotekę miejską i powiatową dla miasta na prawach powiatu Opole. Na terenie miasta Opola działa 15 placówek bibliotecznych, w których zgromadzono 320 428 woluminów, ponad 8296 multimediów. W 2012 roku Miejską Bibliotekę Publiczną odwiedziło 458 507 osób, spośród których zarejestrowano ponad 27 065 użytkowników, osoby te wypożyczyły 671 498 jednostek zbiorów. Odwiedzającym w placówkach udzielono ponad 177 761 informacji.

## Historia
- 1947 – otwarcie Miejskiej Biblioteki Publicznej w Opolu w budynku przy ul. Kościelnej 8.
- 1948 – przeniesienie biblioteki do opolskiego Ratusza.
- 1955 – połączenie Miejskiej Biblioteki Publicznej z Wojewódzką Biblioteką Publiczną i występowanie pod nazwą Wojewódzka i Miejska Biblioteka Publiczna w Opolu.
- 1975 – reforma administracyjna przyniosła kolejną zmianę nazwy na Wojewódzką Bibliotekę Publiczną.
- 1992 – wyłączenie (na skutek ustawy o samorządzie terytorialnym) ze struktury WBP 21 placówek i utworzenie z dniem 1 lipca 1992 roku Miejskiej Biblioteki Publicznej w Opolu z siedzibą Dyrekcji na ul. Piastowskiej 19.
- 2000 – od 1 stycznia MBP jest instytucją kultury podległą samorządowi. Posiada 2 oddziały i 19 filii.
- 2002 – przeniesienie Dyrekcji MBP z ul. Piastowskiej 19 do siedziby Filii nr 4 przy pl. Piłsudskiego 5-6
- 2005 – w październiku Filia nr 3 została przeniesiona na ul. Kwiatkowskiego 1
- 2007 – Miejska Biblioteka Publiczna obchodziła jubileusz 60-lecia działalności
- 2008 – rozpoczęto budowę nowej siedziby Miejskiej Biblioteki Publicznej przy ul. Minorytów 4
- 2009 – przeniesiono Filię nr 15 z ul. Morcinka do budynku Ochotniczej Straży Pożarnej przy ul. Młodej Polski 4
- 2010 – 12 października odbyło się symboliczne przekazanie dyrektor Elżbiecie Kampie kluczy do nowej siedziby przez Krzysztofa Skrzypka, Prezesa Spółki „Energopol Trade Opole”, głównego wykonawcy inwestycji.
- 2011 – w styczniu rozpoczęto przenoszenie księgozbioru.
- 2011 – 1 lutego, Miejska Bibliotek Publiczna w Opolu otrzymała Medal Uznania w Konkursie na najlepiej przeprowadzoną kampanię społeczną „Cała Polska czyta dzieciom” w roku szkolnym 2009/2010. W dniu 1 lutego w Teatrze Żydowskim w Warszawie, nagrodę odebrała liderka kampanii w bibliotece Małgorzata Konik.
- 2011 – 2 marca, uroczyste otwarcie Miejskiej Biblioteki Publicznej przy ul. Minorytów 4 oraz uhonorowanie Medalem Bibliotheca Magna Perennisque przyznanym przez Prezydium Zarządu Głównego Stowarzyszenia Bibliotekarzy Polskich.
- 2011 – 21 maja, odbyło się uroczyste nadanie Miejskiej Bibliotece Publicznej imienia Jana Pawła II, z udziałem władz samorządowych i lokalnych[1].

## Struktura organizacyjna
Lista bibliotek MBP w Opolu:
- Dział Informacji – ul. Minorytów 4, Opole, Budynek Główny MBP 2 piętro.
- Wypożyczalnia Centralna – ul. Minorytów 4, Opole, Budynek Główny MBP 1 i 2 piętro.
- Wypożyczalnia dla Dzieci – ul. Minorytów 4, Opole, Budynek Główny MBP 1 piętro.
- Mediateka (ul. Minorytów) – ul. Minorytów 4, Opole, Budynek Główny 2 piętro.
- Oddział Dziecięco-Młodzieżowy – pl. Kopernika 10, Opole
- Filia nr 1 i 2 Dziecięca – ul. Dambonia 169, Opole
- Filia nr 3 – ul. Kwiatkowskiego, Opole
- Filia nr 4 – ul. Książąt Opolskich, Opole
- Filia nr 5 – ul. Chabrów, Os. Chabry, Opole
- Filia nr 6 – ul. Jagiellonów, Nowa Wieś Królewska
- Filia nr 7 – ul. Rodziewiczówny, Opole
- Filia nr 10 – ul. Buhla, Groszowice
- Filia nr 14 – ul. Chmielowicka 2
- Filia nr 15 – ul. Młodej Polski, Grudzice
- Filia nr 17 – ul. Skautów Opolskich, Os. Armii Krajowej, d. Os. ZWM, Opole
- Filia nr 18 – ul. Oświęcimska, Os. Metalchem, Opole
- Filia nr 19 – ul. Katowicka, Opole, (Samodzielny Publiczny ZOZ Opolskie Centrum Onkologii)
- Filia nr 21 – ul. B. Wyszomirskiego, Wójtowa Wieś

## Pracownicy
Dyrektorzy MBP i WBP:
- 1947–1950 – Jadwiga Leszczyńska
- 1950–1955 – Stefan Ordęga-Różnicki
- 1955–1958 – Jadwiga Sieprawska[2]
- 1958–1977 – Roman Sękowski[2]
- 1977–1984 – Władysław Wąsiel[2]
- 1984–1991 – Tadeusz Chrobak[2]
- 1992–2002 – Ewa Goplańska
- 2002–2024 – Elżbieta Kampa
- od 2024 – Marcin Duda

W latach 1955–1991 filie miejskie były zarządzane przez dyrektorów Wojewódzkiej Biblioteki Publicznej im. Emanuela Smołki w Opolu.